# بادي كارتر
بادي كارتر (بالإنجليزية: Buddy Carter)‏ هو صيدلي ومسير أعمال وسياسي أمريكي، ولد في 6 سبتمبر 1957 في بورت وينتورث في الولايات المتحدة. حزبياً، نشط في الحزب الجمهوري.

## بداية حياته وتعليمه
تخرج كارتر من مدرسة روبرت دبليو جروفز الثانوية عام 1975 في جاردن سيتي، جورجيا، وحصل على إجازة جامعية من كلية يونغ هاريس عام 1977 وبكالوريوس علوم في الصيدلة من جامعة جورجيا عام 1980.

## حياته السياسية
خدم كارتر في لجنة التخطيط وتقسيم المناطق لمدينة بولر من 1989 إلى 1993 وفي مجلس مدينة بولر من 1994 إلى 1995. شغل كارتر أيضًا منصب عمدة بولر من عام 1996 إلى عام 2004. انتُخب كارتر لأول مرة لعضوية المجلس التشريعي للولاية في عام 2005 - إذ خدم فترتين في مجلس النواب من 2006 إلى 2010. انتُخب كارتر عضوًا في مجلس الشيوخ في جورجيا عام 2009 وأدى اليمين الدستوري في مجلس الشيوخ عام 2010. عمل في لجان مجلس الشيوخ، والصحة والخدمات الإنسانية، والتعليم العالي، ولجان السلامة العامة.
نشأ جدل في مارس 2014 بشأن إس.بي 408، وهي فاتورة صاغها كارتر لزيادة معدلات السداد للصيدليات في جورجيا. نظرًا لامتلاكه ثلاث صيدليات من شأنها أن تشهد زيادة للأرباح نتيجة للإجراء المقترح، فقد اعتبر الكثيرون أن تصويته ينتهك المبادئ التوجيهية الأخلاقية لمجلس شيوخ الولاية. اعترف عند استجوابه بعد ذلك بقوله: «من الواضح تعدي تصويتي الحدود المسموحة».
تخلى كارتر عن مقعده في مجلس النواب بالولاية في عام 2014 ليخوض انتخابات الكونغرس بعد أن أعلن جاك كينغستون الذي يشغل المنصب والبالغ من العمر 22 عامًا ترشحه لمجلس الشيوخ الأمريكي. احتل كارتر المركز الأول في الانتخابات التمهيدية للحزب الجمهوري بنسبة 36 في المائة من الأصوات، أي أقل بكثير من نسبة 51 في المائة المطلوبة للفوز الكامل. ثم هزم بوب جونسون في جولة الإعادة بنسبة 53 في المائة من الأصوات. تغلب على منافسه الديمقراطي في الانتخابات العامة، بريان ريس، بنسبة 60.9 في المائة من الأصوات، وكان الأول على جميع المقاطعات باستثناء مقاطعتين في المنطقة. في عام 2016، لم يكن لديه معارضة في كل من الانتخابات التمهيدية والعامة، وحصل على أكثر من 99 في المائة من الأصوات ضد مرشحه.

## مواقفه السياسية

### سياسة المخدرات
صنفت منظمة الدفاع عن تقنين الماريجوانا (المنظمة الوطنية لإصلاح قوانين الماريجوانا) كارتر على أنه «دي»، ما يشير إلى موقفه القوي ضد المخدرات.
صوّت كارتر ضد التعديل الخاص بمساواة الوصول لقدامى المحاربين في 2015 و 2016 (والذي من شأنه توسيع الوصول إلى الماريجوانا الطبية للمحاربين القدامى)، ضد تعديل مكلينتوك/بوليس في عام 2015 (ما سيمنع وزارة العدل من مقاضاة جرائم الماريجوانا الفيدرالية القانونية في الولاية) وضد تعديل روهراباشر / فار في عام 2015 (والذي سيمنع المسؤولين الفيدراليين من التدخل في برنامج الماريجوانا الطبي للولاية).
في عام 2017، جدد كارتر حملته لفحص المخدرات للمواطنين الذين يتلقون تأمينًا ضد البطالة.

### الرعاية الصحية
يؤيد كارتر إلغاء قانون الرعاية الصحية الأمريكي. وقد ذكر أنه لا توجد ظروف من شأنها أن تدفعه للتصويت لصالح الاحتفاظ بقانون الرعاية الصحية الأمريكي، حتى لو أيدها معظم ناخبيه.
في 26 يوليو 2017، سُئل كارتر خلال مقابلة تلفزيونية عما إذا كان يدعم انتقادات ترامب للسيناتور الجمهوري الأمريكي ليزا آن موركوفسكي بسبب معارضتها للتصويت الإجرائي لبدء مناقشة الرعاية الصحية في مجلس الشيوخ. اتفق كارتر مع الانتقادات، وقال: «شخص ما يحتاج إلى الذهاب إلى هناك إلى مجلس الشيوخ هذا ووضع العقدة في مؤخرته». أثار الحادث تغطية إعلامية واسعة النطاق.

## مناصب
- في انتخابات مجلس النواب الأمريكي 2014 [الإنجليزية]‏، انتخب عضو مجلس النواب الأمريكي عن دائرة Georgia's 1st congressional district [الإنجليزية]‏ وقد انضم خلال فترته النيابية [الإنجليزية]‏ (6 يناير 2015 – 3 يناير 2017)  للكتلة البرلمانية الحزب الجمهوري.
- في انتخابات مجلس النواب الأمريكي 2016، انتخب عضو مجلس النواب الأمريكي عن دائرة Georgia's 1st congressional district [الإنجليزية]‏ وقد انضم خلال فترته النيابية [الإنجليزية]‏ (3 يناير 2017 – 3 يناير 2019)  للكتلة البرلمانية الحزب الجمهوري.
- انتخب عضو مجلس ولاية جورجيا (2009 – 2014).
- انتخب عضو مجلس نواب جورجيا (2005 – 2009).
- انتخب عمدة (1996 – 2004).
- انتخب عضو المجلس المحلي [الإنجليزية]‏ (1994 – 1995).
- انتخب عضو مجلس النواب الأمريكي.

## وصلات خارجية
- الموقع الرسمي